# Asota reducta
Asota reducta là một loài bướm đêm trong họ Erebidae.